# Kyle Eastwood

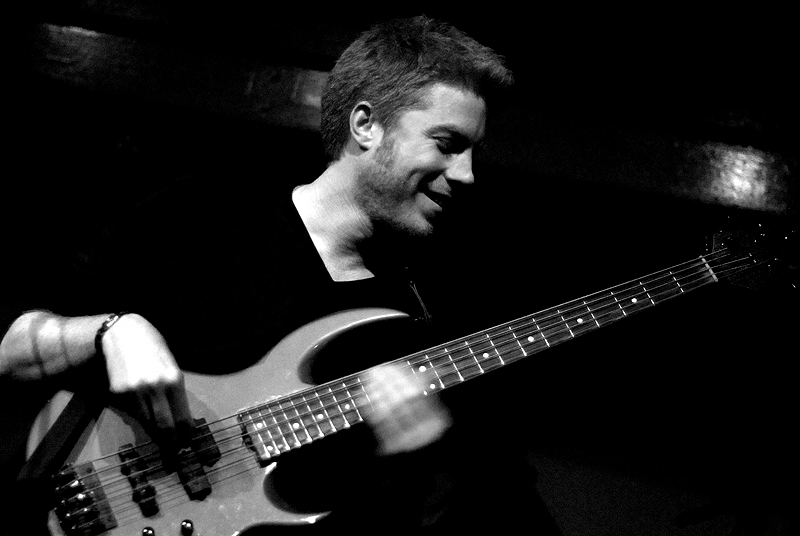
Kyle Eastwood im Jazz Cafe, London (2005)

Kyle Eastwood (* 19. Mai 1968 in Los Angeles) ist ein US-amerikanischer Jazzmusiker (Kontrabass, E-Bass) und Filmkomponist.

## Leben und Wirken
Kyle Eastwood ist der Sohn von Clint Eastwood und Maggie Johnson. Er wuchs in Carmel-by-the-Sea auf und studierte zunächst Filmwissenschaft an der University of Southern California, bevor er sich für eine Laufbahn als Musiker entschied. Er war zunächst als Sessionmusiker aktiv; sein erstes eigenes Album From There to Here erschien 1998.
In vielen Filmen seines Vaters war Kyle Eastwood für die Musik verantwortlich. Auch war er als Komparse bzw. Schauspieler tätig. 2011 legte er auf Candid/Harmonia Mundi das Album Songs from the Chateau vor, das er mit französischen Musikern einspielte; 2013 folgte das Album The View from Here (Jazz Village). Das Album Time Pieces entstand 2015 und ist auf dem Label JazzVillage erschienen. Weitere Musiker auf diesem Album sind Quentin Collins, Brandon Allen, Andrew McCormback und Ernesto Simpson. 2019 legte er das Album Cinematic (Jazz Village)  vor, an dem Brandon Allen, Andrew McCormack, Chris Higginbottom sowie Stefano Di Battista und Camille Bertault als Gastmusiker mitwirken, u. a. mit Musik aus Taxi Driver, Charade und Gran Torino. Auf dem Album Eastwood Symphony interpretierte er wieder mit britischer Band und einem Sinfonieorchester diverse Filmmusiken.
Kyle Eastwood lebt und arbeitet seit vielen Jahren in Paris.

## Filmografie

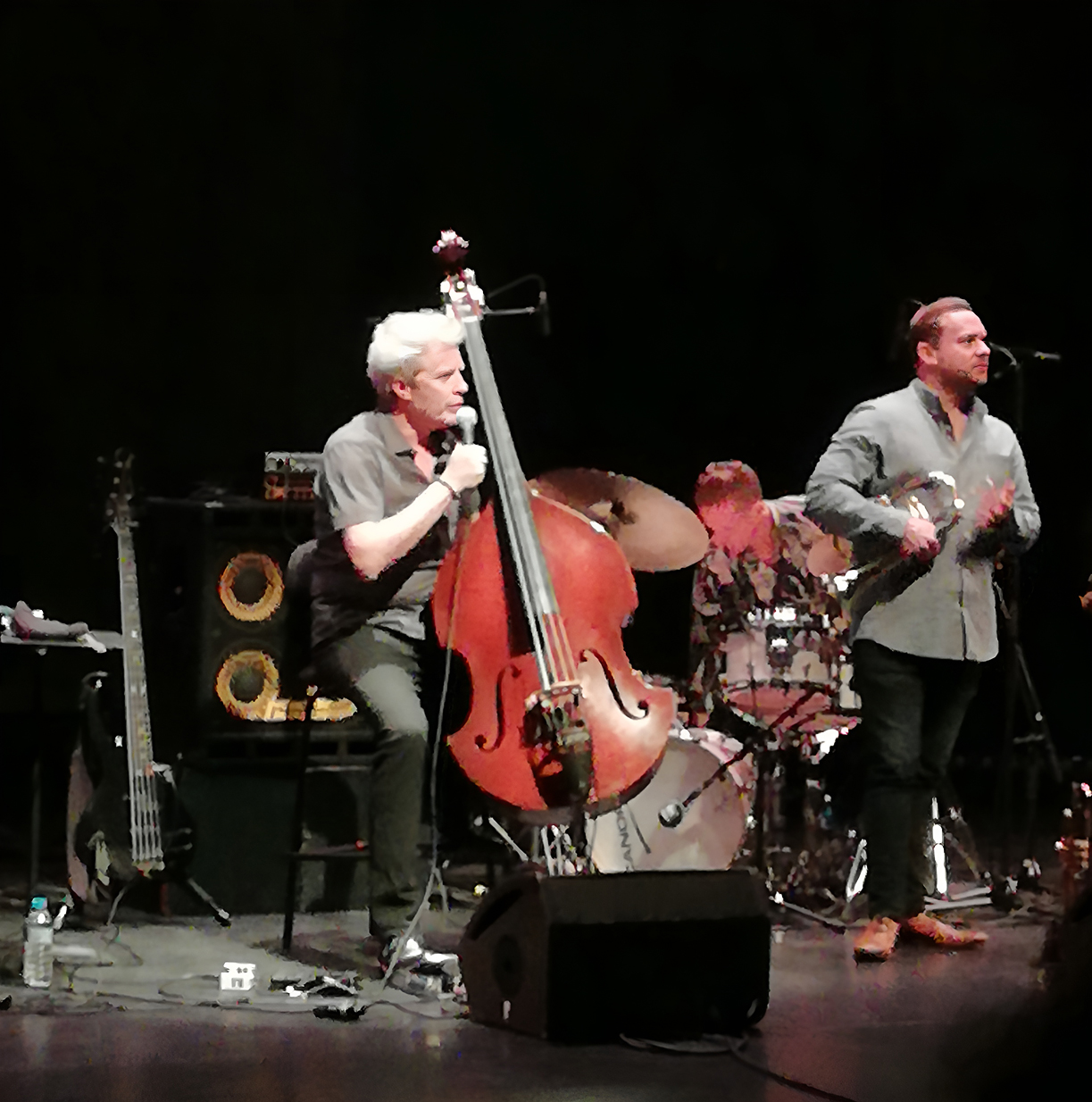
Kyle Eastwood (2022)

### Filmkomponist
- 1990: Rookie – Der Anfänger (The Rookie, Komponist „Red Zone“) – mit Michael Stevens
- 1991: In Sachen Henry (Regarding Henry) – (nicht genannter) Mitwirkender
- 2002: Mystic River (Komponist) „Cosmo“, „Black Emerald Blues“
- 2004: Million Dollar Baby (Komponist) „Boxing Baby“, „Solferino“, „Blue Diner“
- 2006: Flags of Our Fathers (Arrangeur)
- 2006: Letters from Iwo Jima – mit Michael Stevens
- 2007: Aufbruch in ein neues Leben (Rails & Ties)
- 2008: Gran Torino – mit Michael Stevens
- 2009: Invictus – Unbezwungen – mit Michael Stevens

### Schauspieler
- 1976: Der Texaner (The Outlaw Josey Wales)
- 1980: Bronco Billy
- 1982: Honkytonk Man
- 1995: Die Brücken am Fluß (The Bridges of Madison County)
- 2007: Ende eines Sommers (L’Heure d’été)